# Kommunalwahlen in Thüringen 2012

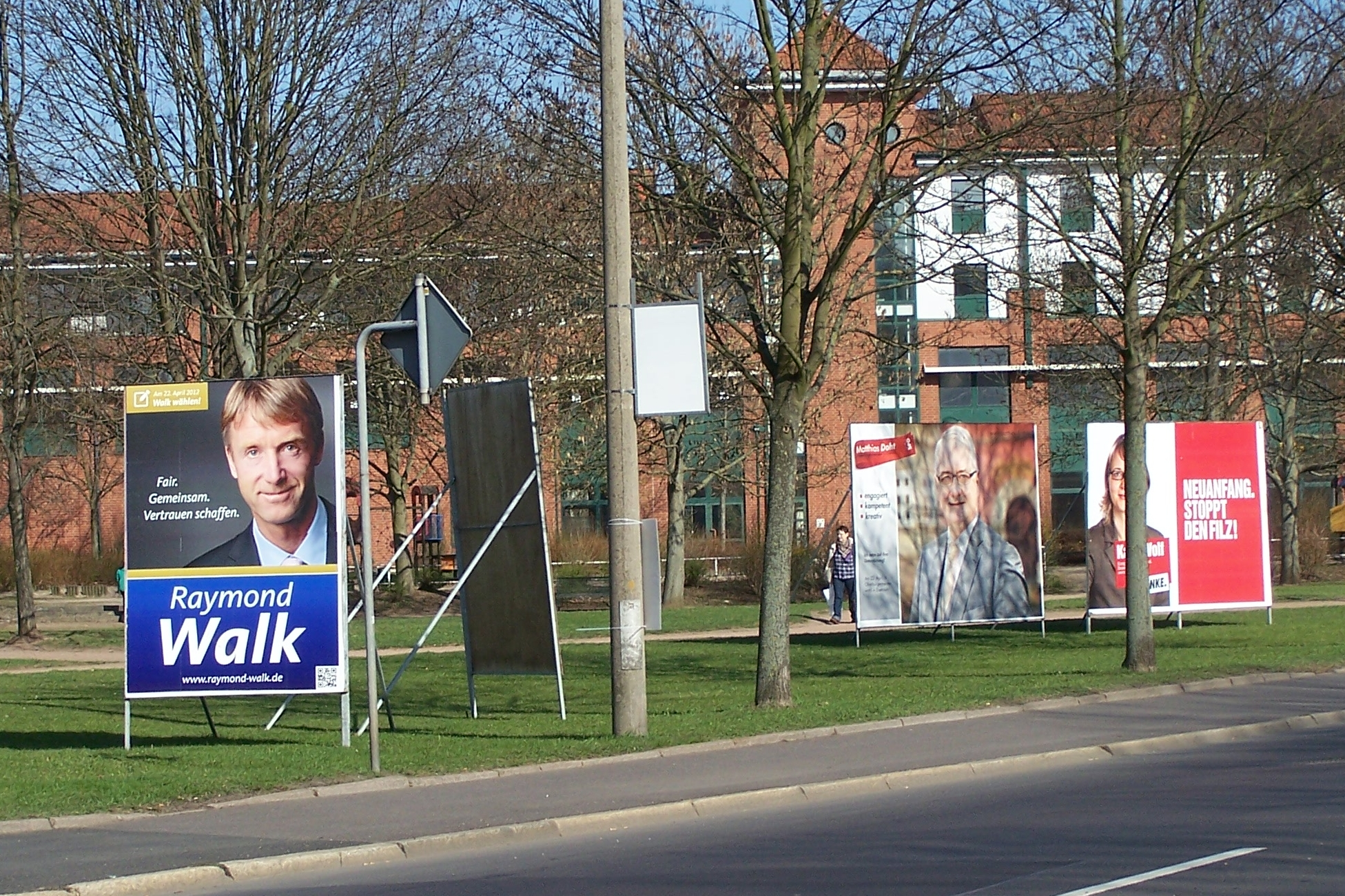
Wahlplakate zur Kommunalwahl in Eisenach, 22. April 2012

Die Kommunalwahlen in Thüringen 2012 fanden am 22. April 2012 statt. Dabei wurden die Oberbürgermeister der sechs kreisfreien Städte des Landes, die Landräte in 16 der 17 Landkreise sowie 88 hauptamtliche und 32 ehrenamtliche Bürgermeister kreisangehöriger Städte und Gemeinden in Thüringen gewählt. Die Landratswahl im Saale-Orla-Kreis fand bereits im Januar 2012 statt.
Um die insgesamt 142 Mandate bewarben sich laut Statistischem Landesamt 377 Kandidaten, darunter 60 Frauen. Dagegen hatte sich in Hirschberg im Saale-Orla-Kreis und in Jonaswalde im Altenburger Land kein einziger gefunden. Hier konnten die Wähler auf den Stimmzetteln eigene Vorschläge notieren. Zudem wurden in sechs neu zugeschnittenen Kommunen die Gemeinderäte gewählt. Auf Listen von Parteien, Wählergruppen und Organisationen traten rund 300 Kandidaten an.
In den Landkreisen und Städten, in denen kein Bewerber eine absolute Mehrheit erreicht hat, fand am 6. Mai 2012 eine Stichwahl statt. 

## Wahlbeteiligung
Die Wahlbeteiligung legte gegenüber den letzten Wahlen im Jahr 2006 leicht zu und lag bei den Wahlen zu den Landräten und Oberbürgermeistern der kreisfreien Städte bei 46,6 % (2006: 42,3 %), bei den Bürgermeisterwahlen in den kreisangehörigen Städten und Gemeinden bei 51,6 % (2006: 48,4 %).

## Ergebnisse

### Landesweite Ergebnisse
Diese Ergebnisse dienen lediglich zum Überblick und sind eine rein rechnerische Größe.

#### Landkreise und kreisfreie Städte
- CDU: 33,8 % (2006: 41,4 %)
- Linke: 15,3 % (2006: 17,8 %)
- SPD: 23,8 % (2006: 25,7 %)
- FDP: 1,1 % (2006: 1,3 %)
- Grüne: 3,0 % (2006: 1,2 %)
- Sonstige 23,0 % (2006: 12,5 %)

#### Kreisangehörige Städte und Gemeinden
- CDU: 27,2 % (2006: 28,2 %)
- Linke: 10,0 % (2006: 7,4 %)
- SPD: 21,5 % (2006: 21,2 %)
- FDP: 2,5 % (2006: 4,6 %)
- GRÜNE: 1,2 % (2006: 0,2 %)
- Sonstige: 37,6 % (2006: 38,4 %)

### Oberbürgermeister der kreisfreien Städte

#### Eisenach
In Eisenach scheiterte der amtierende Oberbürgermeister Matthias Doht (SPD), der in eine Affäre verwickelt war, mit nur 17,4 % der Stimmen bereits im ersten Wahlgang. Raymond Walk (parteilos, Liste CDU; 38,9 %) und Katja Wolf (Die Linke; 24,4 %) zogen in die Stichwahl ein. Insgesamt traten fünf Bewerber an. In der Stichwahl setzte sich Wolf mit 7 622 Stimmen (51,6 %) gegen Walk (7 144 Stimmen / 48,4 %) durch. Die Wahlbeteiligung lag bei 42,4  % (35166 Wahlberechtigte, 14907 Wähler, 14766 gültige Stimmen).

#### Erfurt
In der Landeshauptstadt Erfurt traten sieben Bewerber an. Amtsinhaber Andreas Bausewein (SPD) wurde mit 59,2 % der Stimmen bereits im ersten Wahlgang wiedergewählt.

#### Gera
In Gera zogen Amtsinhaber Norbert Vornehm (29,7 %) und Herausforderin Viola Hahn (47,6 %) in die Stichwahl ein. Vornehm wurde durch SPD, Linke und Grüne unterstützt, Hahn durch CDU, FDP und AfG. Insgesamt standen vier Kandidaten zur Wahl. In der Stichwahl setzte sich Hahn mit 21444 Stimmen (59,7 %) gegen Vornehm (14 488 Stimmen / 40,3 %) durch. Die Wahlbeteiligung lag bei 43,8 % (83 212 Wahlberechtigte, 36 439 Wähler, 35 932 gültige Stimmen).

#### Jena
In Jena, der zweitgrößten Stadt Thüringens, verfehlte der amtierende Oberbürgermeister Albrecht Schröter (SPD) mit 48,8 % im ersten Wahlgang knapp die absolute Mehrheit. Er zog gegen den CDU-Herausforderer Dietmar Schuchardt, der 17,9 % der Stimmen erhielt, in die Stichwahl ein. Insgesamt standen sieben Bewerber zur Wahl. In der Stichwahl setzte sich Schröter mit 20563 Stimmen (72,9 %) gegen Schuchardt (7 647 Stimmen / 27,1 %) durch. Die Wahlbeteiligung lag bei 33,6  % (85 507 Wahlberechtigte, 28 690 Wähler, 28 210 gültige Stimmen).

#### Suhl
Der parteilose Amtsinhaber Jens Triebel erreichte mit 50,7 % der Stimmen bereits im ersten Wahlgang knapp die erforderliche absolute Mehrheit. Drei Kandidaten hatten zur Wahl gestanden.

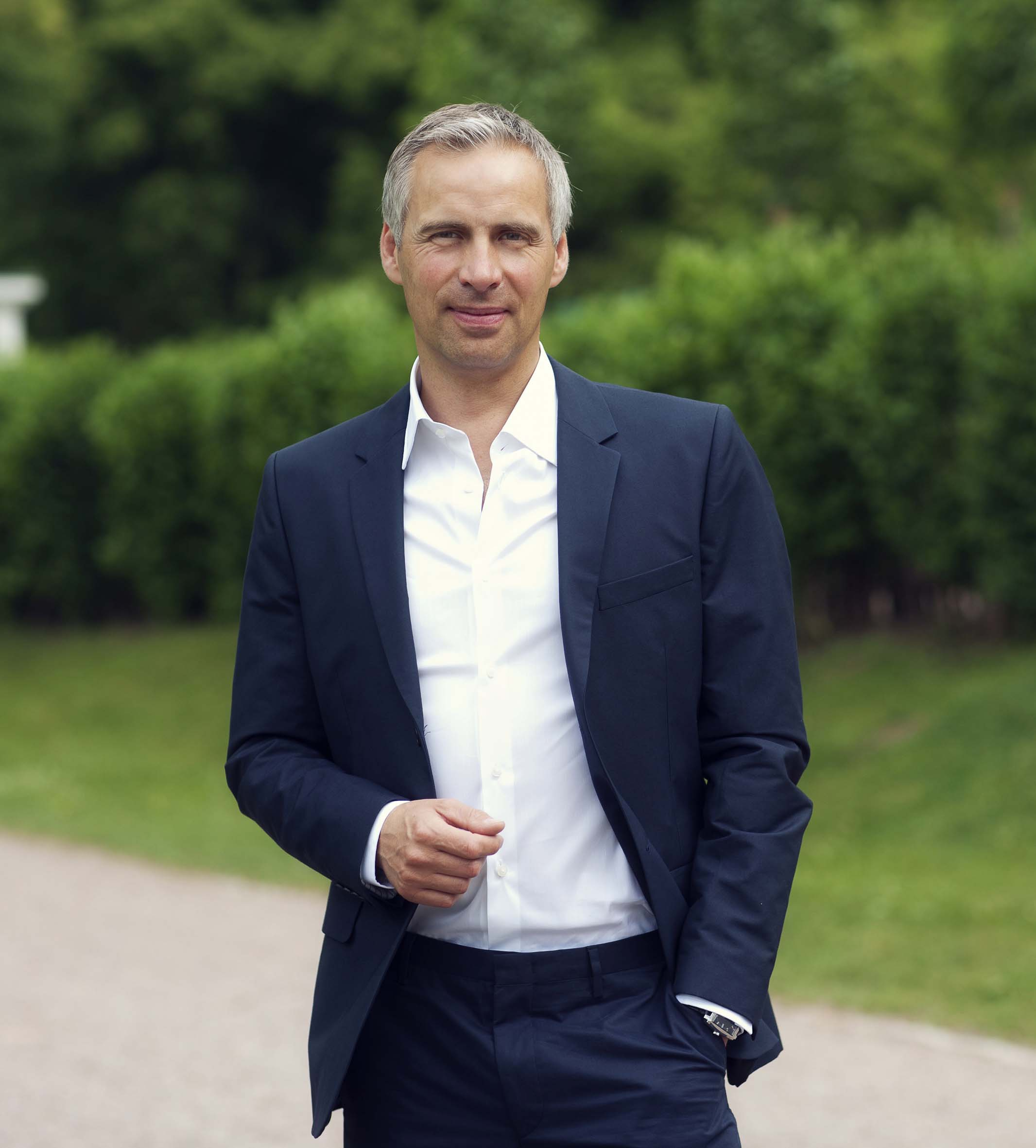
Bürgermeisterkandidat Martin Kranz

#### Weimar
Amtsinhaber Stefan Wolf erhielt im ersten Wahlgang 43,8 % der Stimmen, der Herausforderer Martin Kranz vom Bürgerbündnis weimarwerk kam auf 37,% und erreichte somit ebenfalls die Stichwahl. Insgesamt waren vier Bewerber angetreten. In der Stichwahl setzte sich Wolf mit 12022 Stimmen (56,2 %) gegen Kranz (9384 Stimmen, 43,8 %) durch. Die Wahlbeteiligung lag bei 41,6 % (52011 Wahlberechtigte, 21647 Wähler, 21406 gültige Stimmen).

### Landräte

#### Altenburger Land
Im östlichsten Landkreis Thüringens, dem Landkreis Altenburger Land, kam der parteilose Amtsinhaber Sieghardt Rydzewski im ersten Wahlgang auf 43,8 % der Stimmen, während seine Herausforderin Michaele Sojka mit 30,3 % ebenfalls den zweiten Wahlgang erreichte. Insgesamt standen vier Bewerber zur Wahl. In der Stichwahl setzte sich Sojka mit 14 040  Stimmen (50,2 %) gegen Rydzewski (13 935 Stimmen / 49,8 %) durch. Die Wahlbeteiligung lag bei 34,2 % (83676 Wahlberechtigte, 28619 Wähler, 27975 gültige Stimmen).

#### Eichsfeld
Im Landkreis Eichsfeld traten nur zwei Bewerber an. In der traditionellen CDU-Hochburg konnte sich der amtierende CDU-Landrat Werner Henning mit 70,3 % der Stimmen deutlich gegen den Kandidaten von SPD und Grünen, Ronny Fritzlar (29,3 %), durchsetzen.

#### Gotha
Der amtierende Landrat des Landkreises Gotha, Konrad Gießmann (CDU), siegte bereits im ersten Wahlgang mit einer deutlichen absoluten Mehrheit von 63,6 % gegen drei weitere Bewerber.

#### Greiz
Im Landkreis Greiz konnte sich Amtsinhaberin Martina Schweinsburg (CDU) schon im ersten Wahlgang mit einer absoluten Mehrheit von 60,4 % der Stimmen gegen vier weitere Kandidaten durchsetzen.

#### Hildburghausen
Im Landkreis Hildburghausen wurde Landrat Thomas Michael Müller bereits im ersten Wahlgang mit einer klaren absoluten Mehrheit von 64,7 % der Stimmen wiedergewählt. Insgesamt hatten vier Kandidaten zur Wahl gestanden.

#### Ilm-Kreis
Im Ilm-Kreis zogen der amtierende Landrat Benno Kaufhold (CDU) mit 39,7 % und Herausforderin Petra Enders (Linke) mit 38,0 % in die Stichwahl ein. Insgesamt bewarben sich vier Kandidaten um das Landratsamt. In der Stichwahl setzte sich Enders mit 23 287  Stimmen (57,8 %) gegen Kaufhold (17 034 Stimmen / 42,2 %) durch. Die Wahlbeteiligung lag bei 43,2 % (94064 Wahlberechtigte, 40657 Wähler, 40321 gültige Stimmen).

#### Kyffhäuserkreis
Amtsinhaber Peter Hengstermann (CDU) zog mit 44,2 % der Stimmen gegen Antje Hochwind (SPD), die auf 23,1 % kam, in die Stichwahl ein. In der Stichwahl setzte sich Hochwind mit 11414  Stimmen (52,7 %) gegen Hengstermann (10264 Stimmen / 47,3 %) durch. Die Wahlbeteiligung lag bei 32,0 % (68738 Wahlberechtigte, 21989 Wähler, 21678 gültige Stimmen).

#### Nordhausen
Im Landkreis Nordhausen hatte der bisherige Landrat Joachim Claus nicht mehr kandidiert. Unter fünf Bewerbern im ersten Wahlgang gelang Egon Primas (CDU) mit 35,2 % und Birgit Keller (Linke) mit 30,9 % der Einzug in die Stichwahl. In der Stichwahl setzte sich Keller mit 14866 Stimmen (55,5 %) gegen Primas (11939 Stimmen / 44,5 %) durch. Die Wahlbeteiligung lag bei 36,9 % (74627 Wahlberechtigte, 27560 Wähler, 26805 gültige Stimmen).

#### Saale-Holzland-Kreis
Landrat Andreas Heller (CDU) wurde gegen drei weitere Bewerber bereits im ersten Wahlgang wiedergewählt; er erhielt 56,3 % der Stimmen.

#### Saale-Orla-Kreis
Die Landratswahl im Saale-Orla-Kreis fand bereits am 15. und 29. Januar 2012 statt. Aus fünf Kandidaten im ersten Wahlgang zogen Amtsinhaber Frank Roßner (SPD) mit 35,5 % sowie Thomas Fügmann (CDU) mit 30,6 % der Stimmen in die Stichwahl ein. Dort konnte sich der Herausforderer Fügmann mit 52,7 % der Stimmen gegen Roßner, der 47,3 % erhielt, durchsetzen.

#### Saalfeld-Rudolstadt
Landrätin Marion Philipp (SPD) unterlag im Landkreis Saalfeld-Rudolstadt mit 41,0 % der Stimmen ihrem einzigen Herausforderer, dem parteilosen Hartmut Holzhey, der 59,0 % erhielt.

#### Schmalkalden-Meiningen
Im Landkreis Schmalkalden-Meiningen war der bisherige Landrat Ralf Luther (CDU) nicht mehr angetreten. Drei Kandidaten bewarben sich um die Nachfolge; Peter Heimrich (SPD; 43,7 %) und Michael Heym (CDU; 40,8 %) zogen in die Stichwahl ein. In der Stichwahl setzte sich Heimrich mit 30 132 Stimmen (60,0 %) gegen Heym (20 094 Stimmen / 40,0 %) durch. Die Wahlbeteiligung lag bei 46,0 % (110259 Wahlberechtigte, 50729 Wähler, 50226 gültige Stimmen).

#### Sömmerda
Im Landkreis Sömmerda zogen Harald Henning (CDU) mit 43,8 % und Udo Hoffmann (Freie Wähler) mit 23,9 % der Stimmen in die Stichwahl ein. Vier Kandidaten hatten sich um die Nachfolge des nicht mehr kandidierenden CDU-Landrates Rüdiger Dohndorf beworben. In der Stichwahl setzte sich Henning mit 10956 Stimmen (65,3 %) gegen Hoffmann (5812 Stimmen / 34,7 %) durch. Die Wahlbeteiligung lag bei 28,0 % (61167 Wahlberechtigte, 17103 Wähler, 16768 gültige Stimmen).

#### Sonneberg
Im kleinsten Thüringer Landkreis gelang der amtierenden Landrätin Christine Zitzmann (CDU) mit 69,8 % der Stimmen die Wiederwahl gegen ihren einzigen Herausforderer Uwe Schlammer (Die Linke), der 30,2 % erhielt.

#### Unstrut-Hainich-Kreis
Dem SPD-Landrat Harald Zanker gelang im Unstrut-Hainich-Kreis mit 51,0 % der Stimmen bereits im ersten Wahlgang knapp die Wiederwahl. Insgesamt hatte es vier Kandidaten gegeben.

#### Wartburgkreis
Landrat Reinhard Krebs (CDU) wurde im Wartburgkreis gegen drei Herausforderer bereits im ersten Wahlgang wiedergewählt. Er erhielt 56,4 % der Stimmen.

#### Weimarer Land
Im Landkreis Weimarer Land erreichte der Amtsinhaber Hans-Helmut Münchberg bereits im ersten Wahlgang eine absolute Mehrheit von 77,8 % der Stimmen und somit das höchste Ergebnis aller Thüringer Landräte und Oberbürgermeister. Münchberg war sowohl von der CDU als auch der SPD unterstützt worden. Es gab zwei Gegenkandidaten.